# Rubia agostinhoi
Rubia agostinhoi (лат.) — многолетнее травянистое растение, лоза, вид рода Марена (Rubia) семейства Мареновые (Rubiaceae). Эндемик Азорских острововВид описан экологами Пьером Дансеро и Пинту да Силва в 1977 году.

## Описание
Rubia agostinhoi — лоза. Стебли голые, щетинистые или гладкие длиной до 3 м и высотой до 50 см. Обильно разветвлённые, с обильными жгутиками. Листья в мутовках по (7-) 8, узкоэллиптические, линейные или обратноланцетные кожистые, тёмно-зелёные с очень маленькими слегка отогнутыми шипами по краям. Опушённые с нижней стороны, с небольшим количеством жгутиков с верхней стороны и обильные по краям. Листья боковых побегов короче и меньше по длине, чем у основного стебля. Цветоносы 1-6 см и обычно обильно цветущие. Цветки в очень рыхлых пазушных метёлках. Венчик желтовато-зеленоватый, с 5-6 лопастями по 1,5-2,5 мм, яйцевидный, остроконечный. Андроцей с 5-6 тычинками; пыльники 0,1-0,2 мм, яйцевидные или яйцевидно-шаровидные. Мерикарпии 3-6 мм, шаровидные, черные. Цветёт с апреля по июнь. Плоды имеют размер 5-10 мм, шаровидные, при созревании чёрные блестящие.

## Ареал и местообитание
Эндемик Азорских островов. Встречается на всех островах архипелага, кроме Грасиозы. Произрастает в оврагах, кратерах, лесах и вересковых кустарниках. Растёт на высоте от 0 более 1000 м над уровнем моря.